# Theo Van Moer
Theo Van Moer (Brussel, 18 september 1940 - Leuven, 12 april 2022) was een Belgische atleet, die zich had toegelegd op het hordelopen. Hij werd tweemaal Belgisch kampioen.

## Biografie
Van Moer begon op 18-jarige leeftijd bij UCLA, de atletiekclub van de Katholieke Universiteit Leuven. Hij behaalde verschillende podiumplaatsen op de hordenummers. Hij werd in 1966 en 1970 Belgisch kampioen op de 400 m horden. Hij was aangesloten bij Daring Club Leuven Atletiek, waar hij na zijn actieve carrière trainer hordelopen werd.

## Belgische kampioenschappen
| Onderdeel    | Jaar       |
| ------------ | ---------- |
| 400 m horden | 1966, 1970 |

## Persoonlijke records
| Onderdeel    | Prestatie | Datum          | Plaats  |
| ------------ | --------- | -------------- | ------- |
| 200 m horden | 24,4 s    | 8 oktober 1966 | Brussel |
| 400 m horden | 53,3 s    | 6 juni 1970    | Genève  |

## Palmares

### 110 m horden
- 1968:  BK AC - 15,7 s

### 200 m horden
- 1965:  BK AC - 24,9 s
- 1966:  BK AC - 25,1 s

### 400 m horden
- 1966:  BK AC - 54,0 s
- 1967:  BK AC - 53,9 s
- 1968:  BK AC - 54,1 s
- 1969:  BK AC - 54,4 s
- 1970:  Interland Zwitserland - België - Nederland in Genève - 53,3 s[3]
- 1970:  BK AC - 54,0 s